# Ernst Bernhard
Pour les articles homonymes, voir Bernhard.
Ernst Bernhard (Berlin, 1896 – Rome, 1965) était un psychologue jungien ayant plus particulièrement travaillé sur le rapport entre la réalisation de soi et les contraintes sociales.

## Biographie
Il est pédiatre. Après avoir été un élève de Freud, il partage bientôt la pensée psychanalytique de Jung. D'origine juive, il a été forcé de fuir l'Allemagne. L'asile politique lui est refusé au Royaume-Uni parce qu'il a écrit sur sa demande d'admission qu'il pratiquait l'astrologie. Il trouve refuge en Italie. 
Les psychanalystes freudiens italiens ont eux-mêmes contribué à son intégration dans sa nouvelle patrie. Cependant, en 1938, lors de la mise en place de lois racistes en Italie, il est interné au camp Ferramonti di Tarsia (en), en Calabre, dont il est libéré grâce à l'intervention en sa faveur de Giuseppe Tucci. De retour à Rome, il vit caché jusqu'à la fin de la guerre.
Il exerce la profession de psychanalyste à Rome de 1936 à 1966. Il est considéré comme le premier psychanalyste italien jungien. 
Il a notamment analysé le réalisateur Federico Fellini, Silvia Montefoschi médecin et biologiste devenue à son tour psychologue jungienne, la romancière italienne Natalia Ginzburg, l'écrivain et poète Cristina Campo,  Edoardo Weiss et Vanda Shrenger Weiss, pionniers de la psychanalyse italienne.
Ernst Bernhard a préféré appeler la « psychologie analytique » du nom de « psychologie individuative ».
Il estime que, entre les exigences conservatrices de la société et les exigences « individuatives » et révolutionnaires des patients, le psychanalyste sérieux et courageux doit être du côté des besoins d'individuation du patient, même si celui-ci est parfois seulement capable de rébellion inutile et stérile.

## Sources
- Ernst Bernhard, Mitobiografia, Adelphi 1969 e Bompiani 1977